# 대병대도
대병대도(大竝台島)는 경상남도 거제시 남부면에 있는 섬이다. 특정도서로 지정하여 관리되고 있다.

## 특정도서
대병대도는 원추형의 수려한 자연경관과 후박나무, 동백나무군락 식생이 우수하고, 해양무척추동물의 다양성이 풍부하며, 시스택이 발달하여 독도 등 도서지역의 생태계보전에 관한 특별법에 의거 특정도서로 지정되었다.
- 지정번호 : 제114호
- 면적 : 6,331m2
- 지번 : 경상남도 거제시 남부면 다포리 산49

## 같이 보기
- 소병대도